# Люзе, Изор
Изор Люзе (фр. Isaure Luzet; 12 декабря 1899 — 14 июля 1994) — фармацевт, участница французского движения Сопротивления и муниципальный политик. Её действия по защите еврейских детей во время Второй мировой войны были отмечены в 1988 году включением в число праведников народов мира израильским институтом «Яд ва-Шем».

## Ранние годы и образование
Изор Люзе родилась в семье военного офицера, ставшего винокуром, и Матильды Морен, дочери школьного учителя из Гренобля. Её отец, Арман Люзе, был ветераном Франко-прусской войны 1870 года и был широко известен как антисемит и «антидрейфусар». После выхода на военную пенсию он перевёз свою молодую семью в Тунис, где приобрёл землю и хотел выращивать на ней агаву. После смерти отца в 1907 или 1908 году, Изор вернулась в Гренобль со своей матерью, которая занялась там преподаванием.
В детстве Изор была членом нейтрального отделения Французской федерации девочек-скаутов (FFE). В соответствии с практиковавшейся в среде скаутов «тотемизации» ей было присвоено звание «Главный морской котик» (фр. Chief Otarie) и она стала главным скаутом в парижско-люксембургском отделении организации и членом исполнительного комитета Французской федерации девочек-скаутов. Во время Второй мировой войны она была уполномоченной по здравоохранению в организации скаутов и прошла обучение лидерским навыкам.
Изор Люзе изучала фармацевтику в Париже и стала одной из первых женщин во Франции, получивших диплом фармацевта в 1920 году.
В 1935 году она участвовала в демонстрациях против ультраправого монархического движения «Французское действие».

## Деятельность во французском Сопротивлении
В начале войны в 1939 году Люзе владела и вела дела аптеки Le Dragon в Гренобле, живя над ней вместе со своей матерью. В качестве члена Красного Креста она была прикреплена к пункту реагирования в случае воздушных бомбардировок.
Напротив её аптеки располагался монастырь Нотр-Дам-де-Сьон, в ведении которого находились соседний приют. Его монахини организовали сеть по спасению еврейских детей, направляя их в безопасные места. Во главе её стояла настоятельница монастыря, мать Мария Магда (Марте Зех), а другая монахиня, сестра Жозефина взаимодействовала с Люзе, которая оформляла фальшивые документы и обеспечивала транспорт для перевозки еврейских детей. Во время рейдов на монастырь и периодов особо пристальной слежки за его деятельностью со стороны немецких оккупационных властей Люзе укрывала преследуемых евреев в своём доме. Люзе также использовала свою роль в скаутском движении в своих интересах. В 1943 году она отправилась в Лимож в своей форме, чтобы разыскать 10-летнюю еврейскую девочку Риту Верду и привести её в монастырь в Гренобле. Она также сотрудничала с La Sixième, подпольной еврейской сетью, действовавшей на юге Франции, и особенно много с Лилиан Кляйн-Либер. В августе 1942 года Люзе приютила у себя дома Эдит Кремсдорф, участницу этой подпольной группы.
В движении Сопротивления Изор была известна под военными псевдонимами «Клод» и «Дракон» и обладала репутацией властной и решительной участницы. Она доставляла еду бойцам, хоронила мужчин, погибших в ходе операций, добывала фальшивые документы и продовольственные карточки для бойцов сопротивления. Люзе также была членом парашютной сети «Матильда» и сети «Перикл», основанной Робером Лагардом.
Хотя её официальный статус члена Красного Креста и девушки-скаута позволяли ей свободно передвигаться по Греноблю для выполнения своих миссий, Люзе не была застрахована от подозрений в её адрес. Местная полиция обвинила её в подделке документов и допросила, но затем отпустила.

## Политическая карьера
После войны Люзе была избрана в совет Гренобля от центристов и работала в нём с 1947 по 1959 год, особенно активно при мэре Леоне Мартене.

### Участие в деле Финали
В 1950-х годах Люзе была вовлечена в дело Финали, участвуя в защите Антуанетты Брен, директора муниципального приюта, которая отказалась вернуть двух братьев-евреев, Робера и Жераля Финали, под опеку их ближайших родственников, переживших Холокост. Люзе предоставила Брен фальшивые документы для двух мальчиков, а также помогла скрыть их от властей. Она была арестована 3 марта 1953 года вместе с другими участниками дела, но отпущена на следующий день.

## Смерть и похороны
Люзе умерла 14 июля 1994 года и была похоронена на кладбище Сен-Рош. Её могила со временем была заброшена, и в 2016 году она была восстановлена. В 2017 году у неё прошла мемориальная церемония.

## Признание и награды
- Французская медаль сопротивления (1947)
- Праведник народов мира (1988)